# Angelic de Grimoard
Angelic de Grimoard C.R.S.A. (1315 - 13 de abril de 1388) foi um cardeal francês, Deão do Sagrado Colégio dos Cardeais e Arcipreste da Basílica de São João de Latrão.

## Biografia
Filho de Guilherme de Grimoard, seigneur de Bellegarde, Grizac e Amphélise de Montferrand, era o irmão mais novo do Papa Urbano V. Uma fonte menciona que seu primeiro nome era uma contração de Ange-Gilles.
Entrou para a Ordem dos Cônegos Regrantes de Santo Agostinho no Mosteiro de Saint-Ruf, perto de Valence. Auditor da Sagrada Rota Romana em 1357 e prior de Saint-Pierre-de-Dieu em 1358.
Eleito bispo de Avinhão em 12 de dezembro de 1362, ocupou a sé até sua promoção ao cardinalato. Foi consagrado em 8 de janeiro de 1363, em Avinhão, por seu irmão, o Papa Urbano V.
Foi criado cardeal-presbítero no consistório de 18 de setembro de 1366, recebendo o título de São Pedro Acorrentado. Decano de York a partir de 1366, até que ele foi privado por entrar na obediência avinhonesa. Passou para a ordem dos cardeais-bispos e assume a sé suburbicária de Albano em 17 de setembro de 1367.
Legado na Itália a partir de março de 1368 até julho de 1371, com o título de vigário in temporalibus e com residência em Bolonha. Nomeado arcipreste da Basílica de São João de Latrão em 1370.
Torna-se no Decano do Colégio dos Cardeais em 1373. Juntou-se à obediência do antipapa Clemente VII, em 1378. Ele foi autor de composições musicais litúrgicas e fundador de vários mosteiros em Apt, Avinhão e Montpellier.
Morreu em 13 ou 16 de abril de 1388, em Avinhão, foi enterrado no mosteiro de Saint-Ruf, Valence, onde tinha iniciado seus estudos e de acordo com sua vontade.

## Conclaves
- Conclave de 1370 - não participou da eleição do Papa Gregório XI
- Conclave de 1378 - não participou da eleição do Papa Urbano VI
- Conclave de setembro de 1378 - não participou da eleição do Antipapa Clemente VII